# Los Villares
Los Villares è un comune spagnolo di 5 083 abitanti situato nella comunità autonoma dell'Andalusia.